# Quati-de-cauda-anelada
O Quati-de-cauda-anelada, quati-da-américa-do-sul, quati-do-nariz-marrom, coati, mundé, quatimundé ou quatimundéu (nome científico: Nasua nasua), é um carnívoro da família dos procionídeos (Procyonidae). Faz parte do gênero Nasua (dos quatis), que possui outra espécie, Quati-de-nariz-branco (Nasua narica), ambas ocorrendo no continente Americano.

## Etimologia e nomes vernáculos
O zoônimo quati e coati deriva do tupi kwatí ou quãti (de quã = ponta, + ti = nariz), enquanto quatimundé ou quatimundéu deriva de kwati-mundé Além destes, tem formas vernaculares em várias outras línguas indígenas: *sisi no proto-pano e proto-tucano; *cûh em Proto-macu oriental; *ce em proto-jê meridional; *pitako em camacã; *kapiti, *kapedi em proto-aruaque *jotomi em Proto-arauá e haduru em cuazá.

## Coloração e características

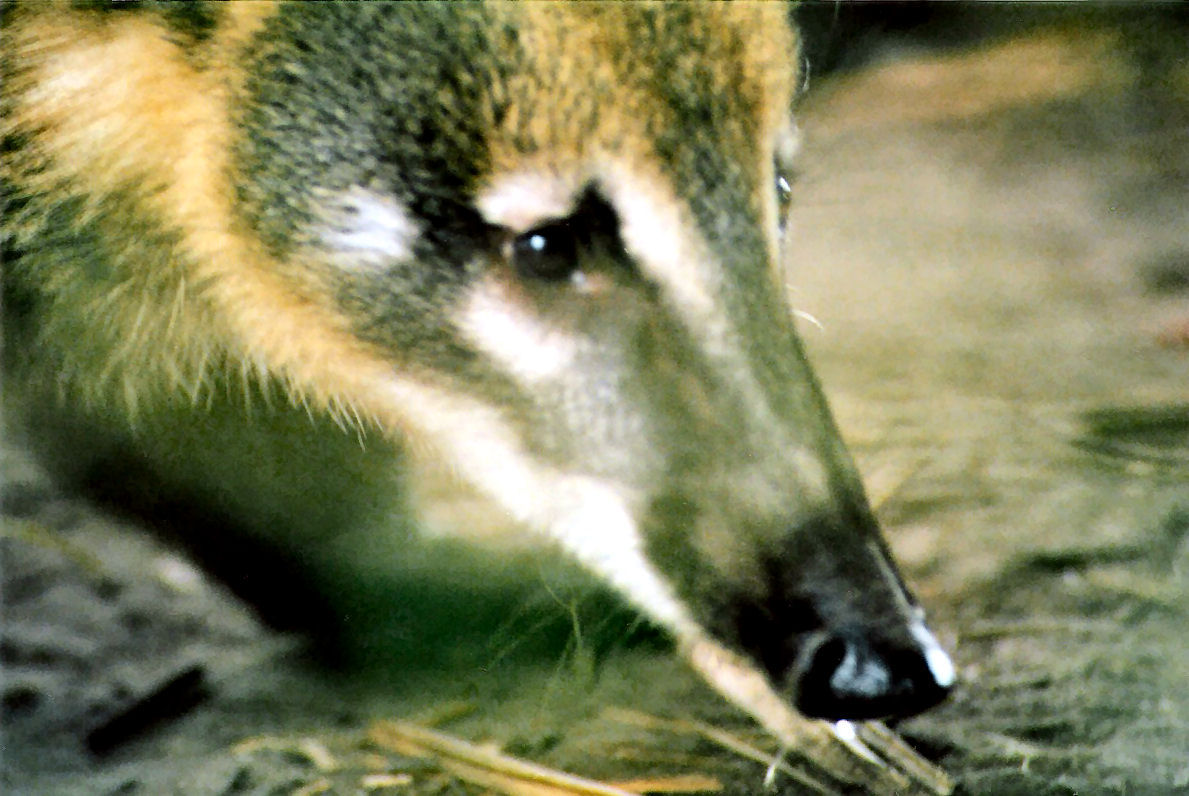
A face de um quati (Nasua nasua) de forma aproximada

De maneira geral, o corpo do quati costuma apresentar coloração cinzento-amarelado, sendo a região ventral e as regiões laterais mais claras. O focinho é preto, alongado e sua ponta apresenta movimento que auxilia explorar, juntamente com os membros torácicos, ninhos, tocas e ocos de árvores. Pelo olfato, descobre pequenos vertebrados e invertebrados. As orelhas são curtas, com capacidade de apresentar pelos esbranquiçados, características que também podem estar presentes na face. Os pés e as mãos são pretos, como também os anéis presentes em sua cauda peluda. Vale ressaltar que variações podem existir, visto que depende da idade do animal e de sua variabilidade individual.
O quati-de-cauda-anelada pode atingir 30,5 centímetros de altura e comprimento corpóreo entre 43-66 centímetros. Apresenta, em média, 4 quilos de massa corporal (considerando quatis adultos e juvenis, de ambos os sexos), podendo atingir até 11 quilos. Possui entre 22-69 centímetros de cauda e são capazes de reproduzirem uma ninhada por ano. São mamíferos com hábitos diurnos e, normalmente, dormem em árvores. O quati (Nasua nasua) se movimenta de formas diferentes: sobe em árvores com o auxílio das garras, corre pelo chão, pula/desce da árvore para o chão de frente ou de costas, andam de quatro patas e pulam de um tronco para outro.

## Diferença entreNasua naricaeNasua nasua

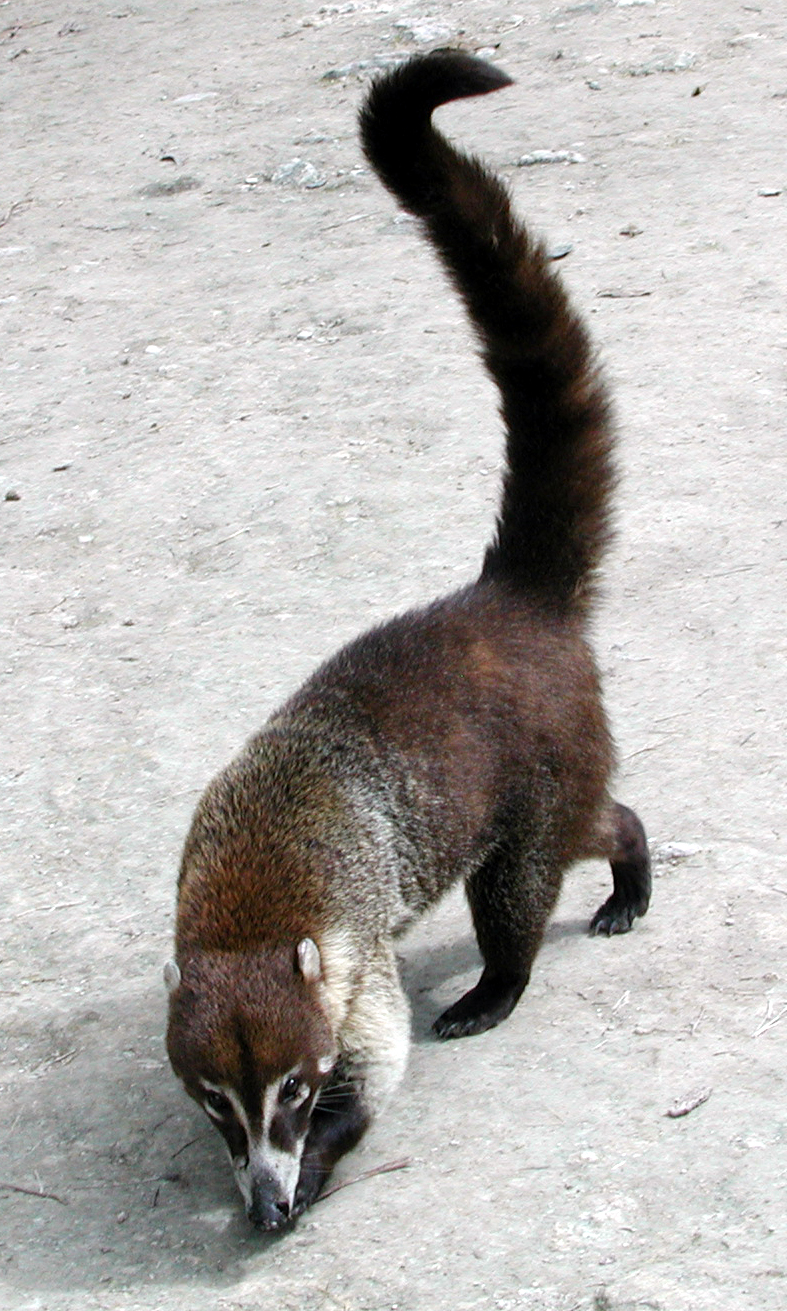
Nasua narica

### Distribuição geográfica
A distribuição geográfica de Nasua narica tem passagem pelo sul dos estados do Texas e Arizona, sudoeste do Novo México, nos EUA, cruzando o México, América Central. No entanto, o Nasua nasua tem passagem desde o sul da Colômbia até o norte do Uruguai e da Argentina. Além dessas localidades, há registros de Nasua nasua em ambientes insulares, como na Ilha de Robinson Crusoe e na ilha Anchieta, esta última situada no litoral do estado de São Paulo.

### Bandos
De modo geral, os quatis são conhecidos pelo fato das fêmeas viverem em bandos e os machos, que já se tornaram adultos, viverem solitários. Dessa forma, machos adultos são excluídos dos bandos em média no terceiro ano de vida. Normalmente, os bandos apresentam indivíduos juvenis, indivíduos que ainda não adquiriram características de animais adultos e fêmeas adultas. Esse bando, a partir do momento que se encontra em alerta, são capazes de emitirem trinados e fortes "tosses".[carece de fontes?]

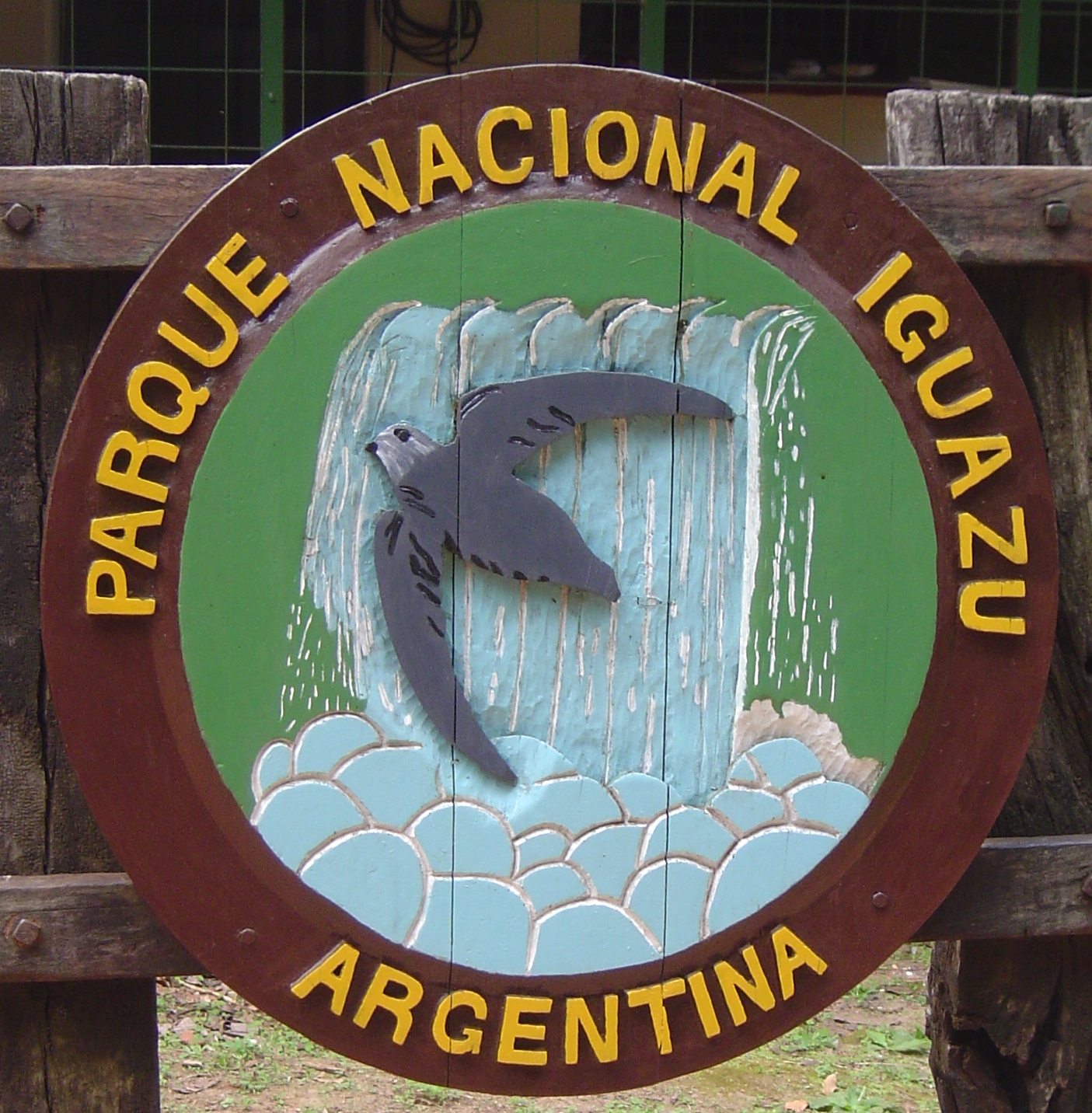
Logotipo do Parque Nacional Iguazú, na Argentina

Em relação aos bandos de Nasua narica, de acordo com um estudo realizado na Ilha do Barro Colorado, encontrou-se entre seis a vinte e seis indivíduos. Por outro lado, em relação aos bandos de Nasua nasua, encontrou-se de cinco a dez indivíduos na Mata Atlântica, porém há registros com mais de treze indivíduos no Pantanal, como também na Argentina, no Parque Nacional Iguazú, com mais de vinte indivíduos encontrados.[carece de fontes?]
No entanto, o tamanho dos bandos podem variar de acordo com emigrações, fissões, nascimentos, mortes e migrações.

### Acasalamento
O acasalamento de Narica narica apresenta semelhança com um harém, em que um ou dois machos monopolizam a acessibilidade aos bandos. As fêmeas costumam escolher os machos que desejam copular e os machos, normalmente, são fiéis a um bando em particular na época de reprodução. As fêmeas costumam parir em ninhos localizados nas árvores. O processo de acasalamento do Nasua nasua é semelhante, havendo mudanças somente nos períodos da cópula e nos nascimentos.
Ressalta-se, portanto, que os machos só são acolhidos nos bandos no período de cópula, com duração média de um pouco menos que um mês.
As fêmeas de Nasua narica iniciam a reprodução a partir dos dois anos de idade. E, em relação ao Nasua nasua, a gestação dura, em média, 75-76 dias, e as ninhadas costumam apresentar entre 1 a 7 filhotes em cativeiro.

## Habitat

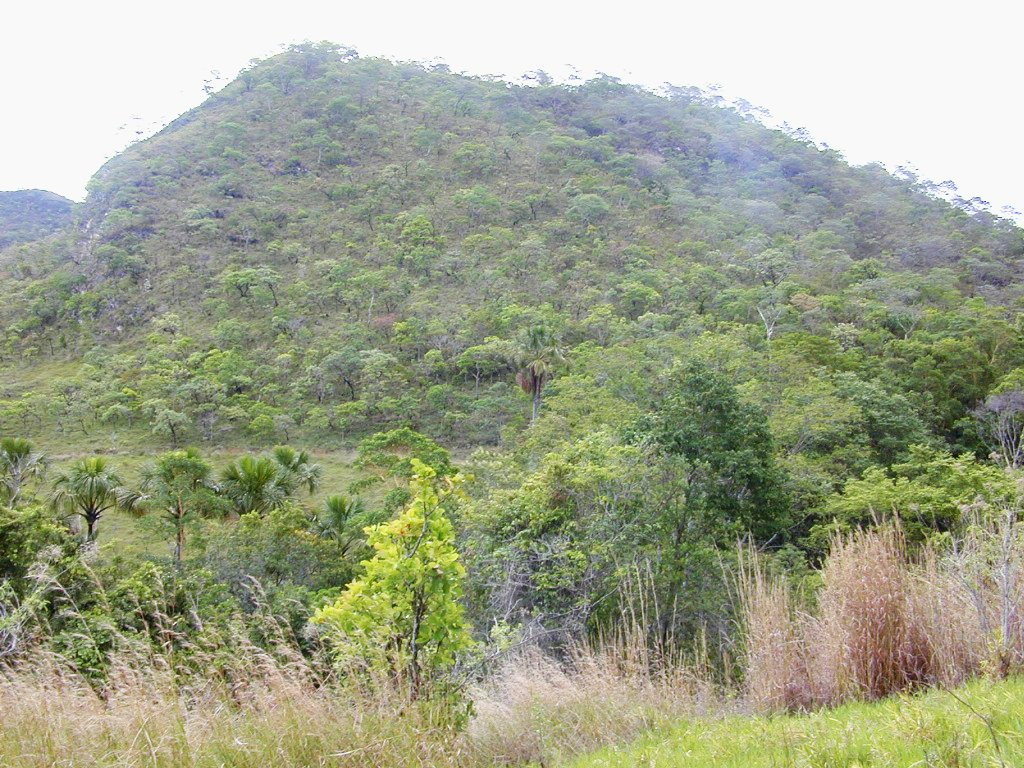
O Cerrado é um dos habitats do Nasua nasua

Essencialmente, o Nasua nasua ocupa habitats florestais, inclusive  florestas perenes e caducifólias, florestas primárias, matas de galeria, cerrados, savanas, chaco.
Em Formosa, na Argentina, identificou-se preferências dos quatis por florestas em fase de regeneração e florestas baixas. Além disso, no Cerrado, houve afinidade com áreas abertas e, no Pantanal, houve rejeição a ambientes alagados (correlação negativa) e preferências pelas florestas (correlação positiva). Na Caatinga, no entanto, ainda não há estudos sobre o Nasua nasua, portanto torna-se impossível a determinação do estado das populações neste bioma.

## Dieta

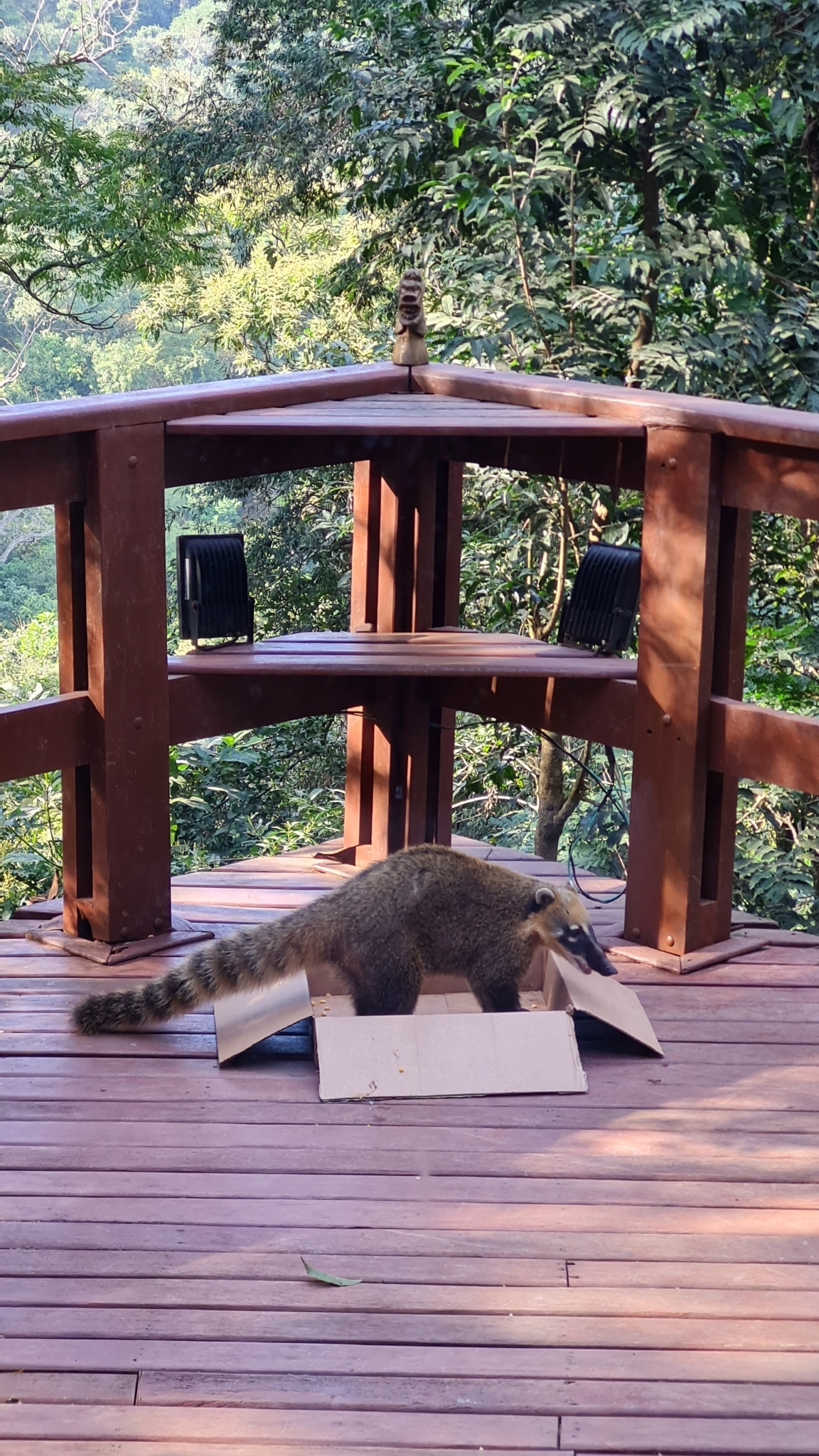
Quati em área antrópica

Caracterizados como onívoros, a dieta dos quatis abrange, especialmente, insetos e larvas, além de artrópodes (quilópodes, aranha). Se alimentam também de uma grande diversidade de frutos e, às vezes, pequenos vertebrados. Os quatis podem variar de alimentação através da sazonalidade e podem incluir itens incomuns, como serpentes, crustáceos e peixes.

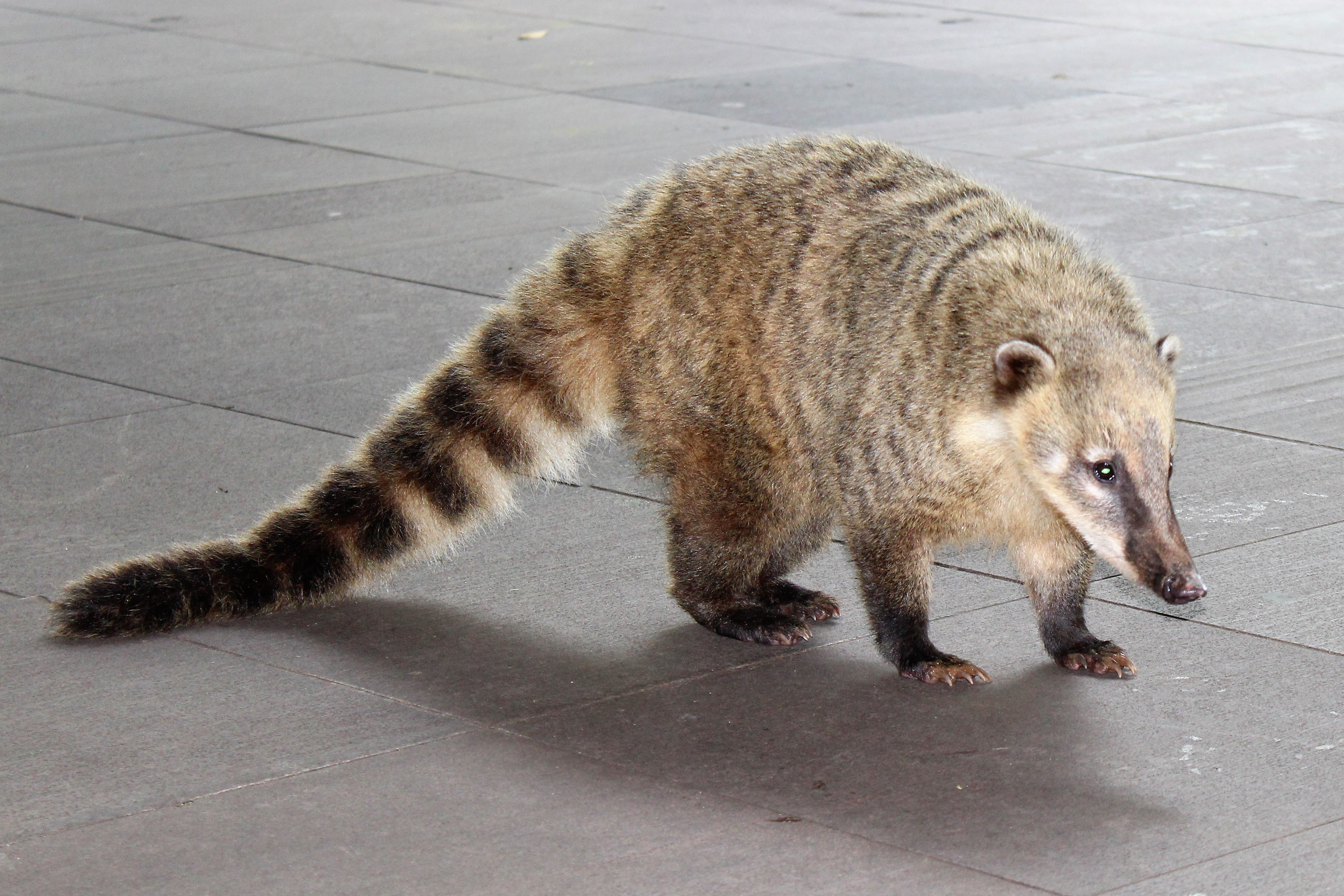
O quati-de-cauda-anelada costuma apresentar relações de mutualismo com Tapirus bairdii

Uma relação mutualística já presenciada entre Nasua nasua e Tapirus bairdii consistiu na coleta de carrapatos das antas. Em área com intensa utilização antrópica e com escassez de frutos e animais no solo, os quatis são observados alimentando-se de restos de alimentos que foram descartados em lixo, como fazem os cães de rua, cães ferais, ursos, gatos e as outras espécies de guaxinins. Há ocorrência da ingestão de resíduos não digeríveis descartados e alimentos processados. Nota-se, também, que a alimentação fornecida por visitantes em determinados parques interfere positivamente no hábito alimentar dos animais e modifica padrões comportamentais e de forrageio, visto que os quatis acabam se acostumando com um rota pré-determinada de alimentos em abundância.

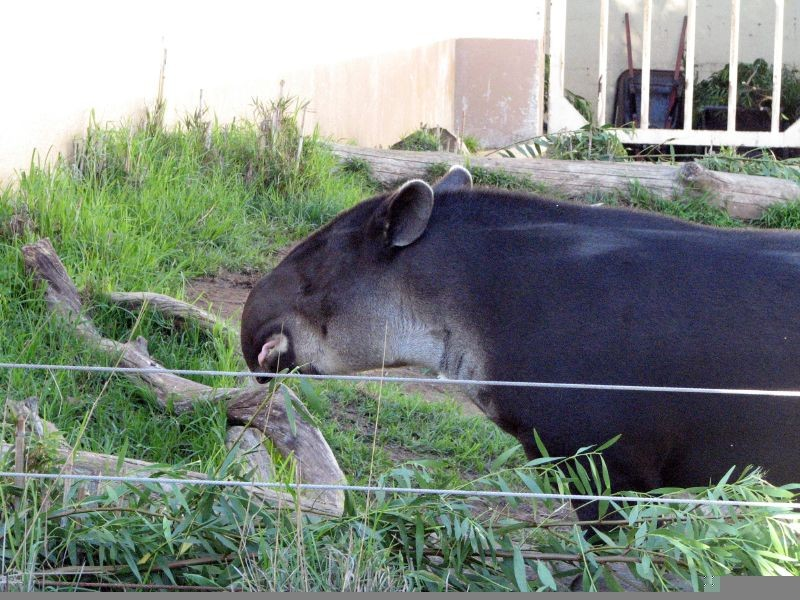
Tapirus bairdii - apresenta relação mutualística com o Nasua nasua

Os quatis, oportunisticamente, se alimentam de mamíferos e realizam necrofagia. Machos e fêmeas não possuem diferenças na alimentação, embora as fêmeas apresentem, teoricamente, uma dieta mais abrangente em proteínas e mais calórica - em relação aos frutos - que os machos. 

## Dispersão de sementes
O Nasua nasua exerce papel fundamental na dispersão de sementes. São considerados como efetivos por atuarem na remoção da polpa dessas sementes e, assim, reduzir possíveis ataques fúngicos e competição entre plântulas.[carece de fontes?]
Os quatis possuem a capacidade de se movimentarem por grandes distâncias e consumir e dispersar sementes intactas de uma grande diversidade de plantas da vegetação. Portanto, podem ser considerados fator propulsor na regeneração de determinadas florestas.
Em um estudo através das fezes de vários quatis, identificou-se com maior frequência as seguintes espécies de sementes (por ordem de abundância): Guazuma mutamba (Sterculiaceae), Cecropia spp. (Cecropiaceae), Ficus spp. (Moraceae), Casearia lasiophylla (Flacourtiaceae), entre outras.

## Doenças

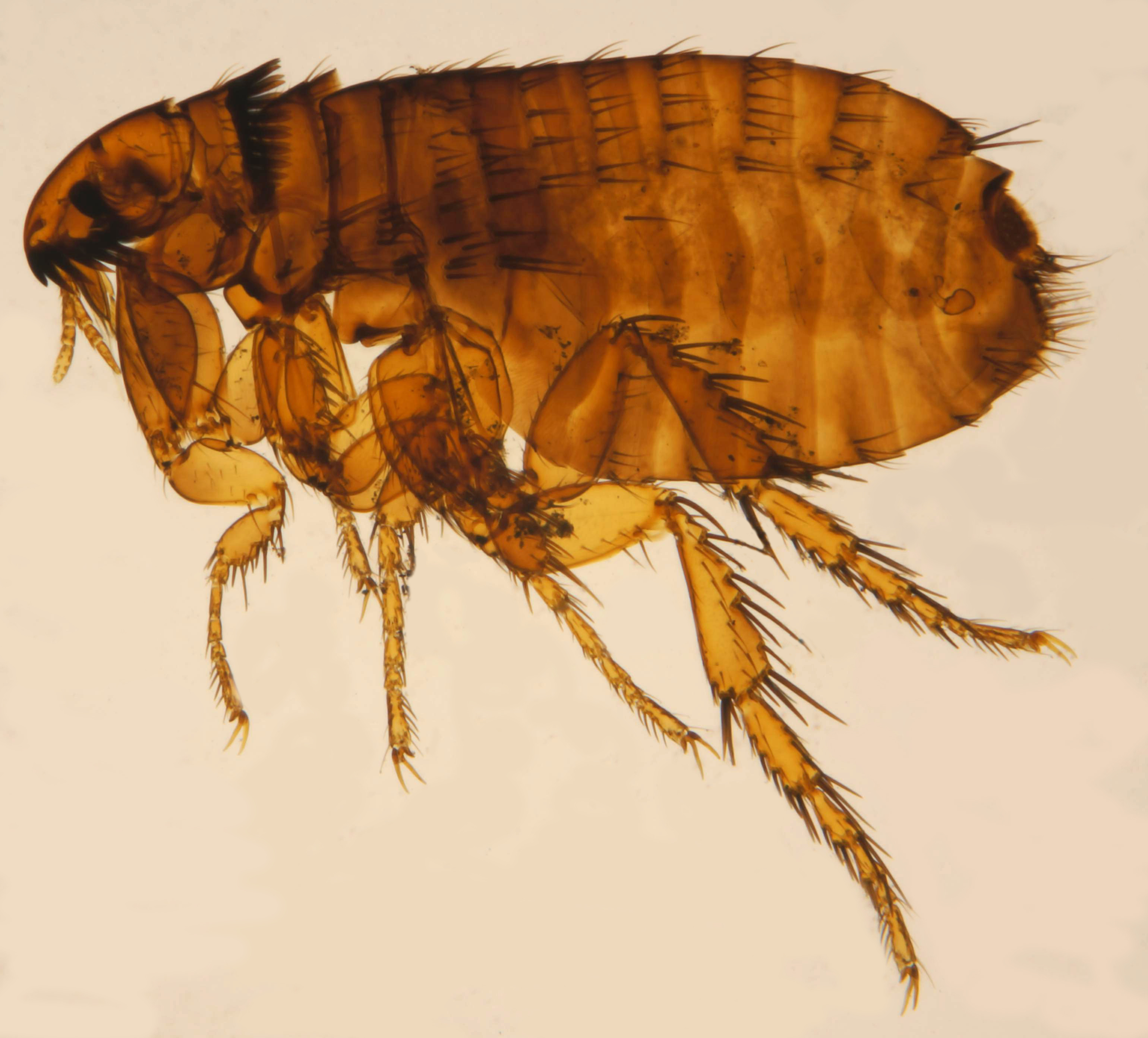
Ctenocephalides felis, uma pulga encontrada no quati (Nasua nasua)

Muitas das doenças que acometem os quatis ainda encontram-se em estudos. No entanto, evidências de determinadas patologias já são conhecidas pelos cientistas. Entre essas doenças, cita-se a dioctofmose, parasitose renal mundial provocada pelo nematóide Dioctophyma renale. Essa parasitose acomete o tecido renal através de uma destruição progressiva e, consequentemente, diminuição do tamanho do órgão a uma cápsula fibrosa. Corriqueiramente, é comum encontrar o parasita alojado no rim direito, mas também pode ser encontrado na vesícula urinária, cavidade peritoneal ou até mesmo no estômago.

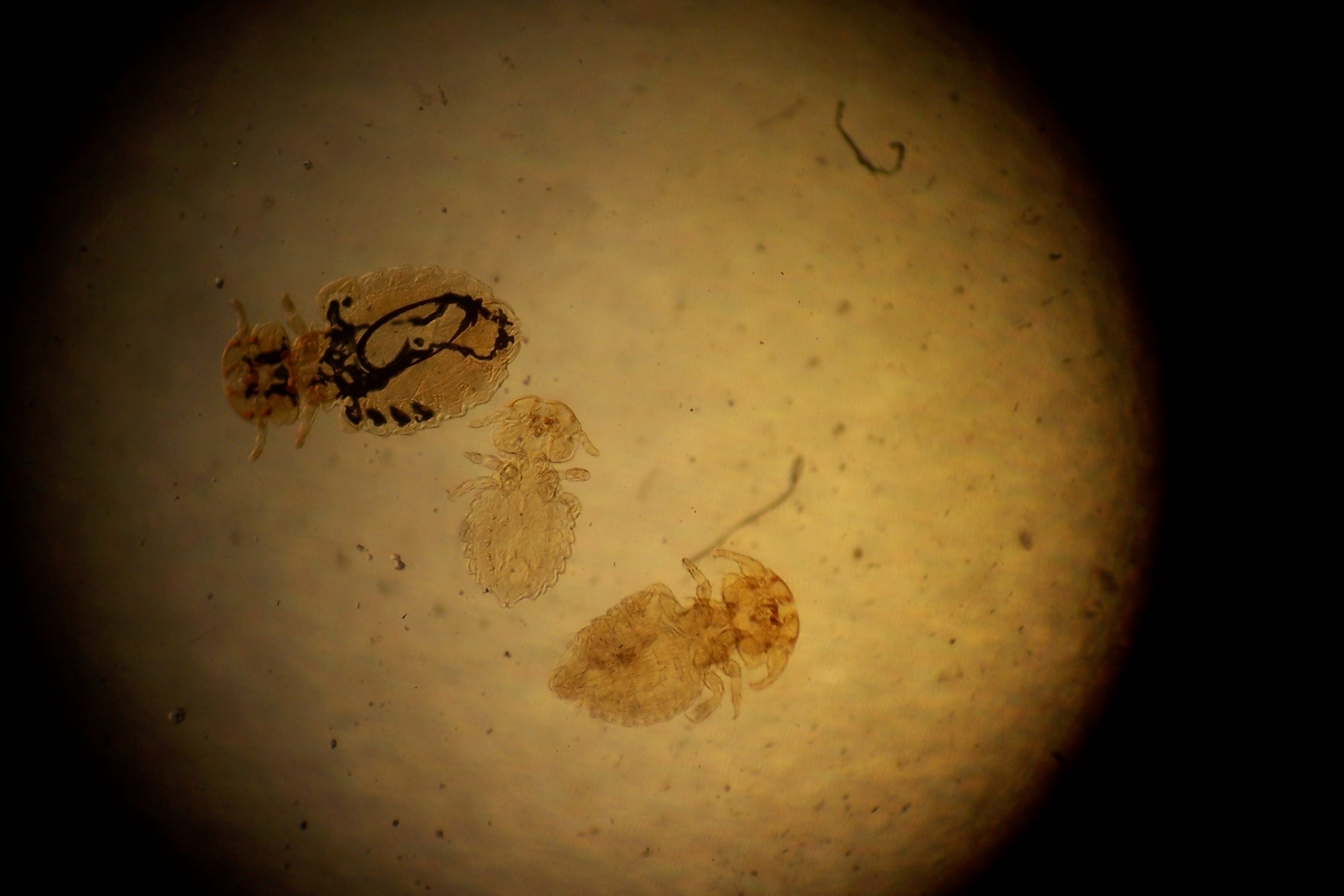
Trichodectes canis, piolho encontrado no quati (Nasua nasua)

Outra doença encontrada nos quatis (Nasua nasua) é provocada por um protozoário hemoflagelado da família dos tripanosomatídeos (Trypanosomatidae). A transmissão é feita por moscas hematófagas dos gêneros Stomoxys sp. e Tabanus sp.. Em território brasileiro, há duas fases características da doença: a síndrome aguda, responsável por uma morte rápida, que acomete equinos e cães não-tratados, e a crônica, que acomete uma diversidade de animais, principalmente silvestres, como os quatis (Nasua nasua) e as capivaras (Hydrochaeris hydrochaeris).
Os quatis (Nasua nasua) também são afetados por doenças parasitarias através dos seguintes ectoparasitos: Trichodectes canis (piolhos) e Ctenocephalides felis (pulgas).
No Pantanal, ressalta-se a importância dos quatis no ciclo de transmissão de Trypanosoma evansi e Trypanosoma cruzi. Há relatos, também, de diversas mortes de quatis, no Parque Ecológico do Tietê, em São Paulo, devido às doenças contraídas através de animais domésticos, como a cinomose.

## Estado de conservação

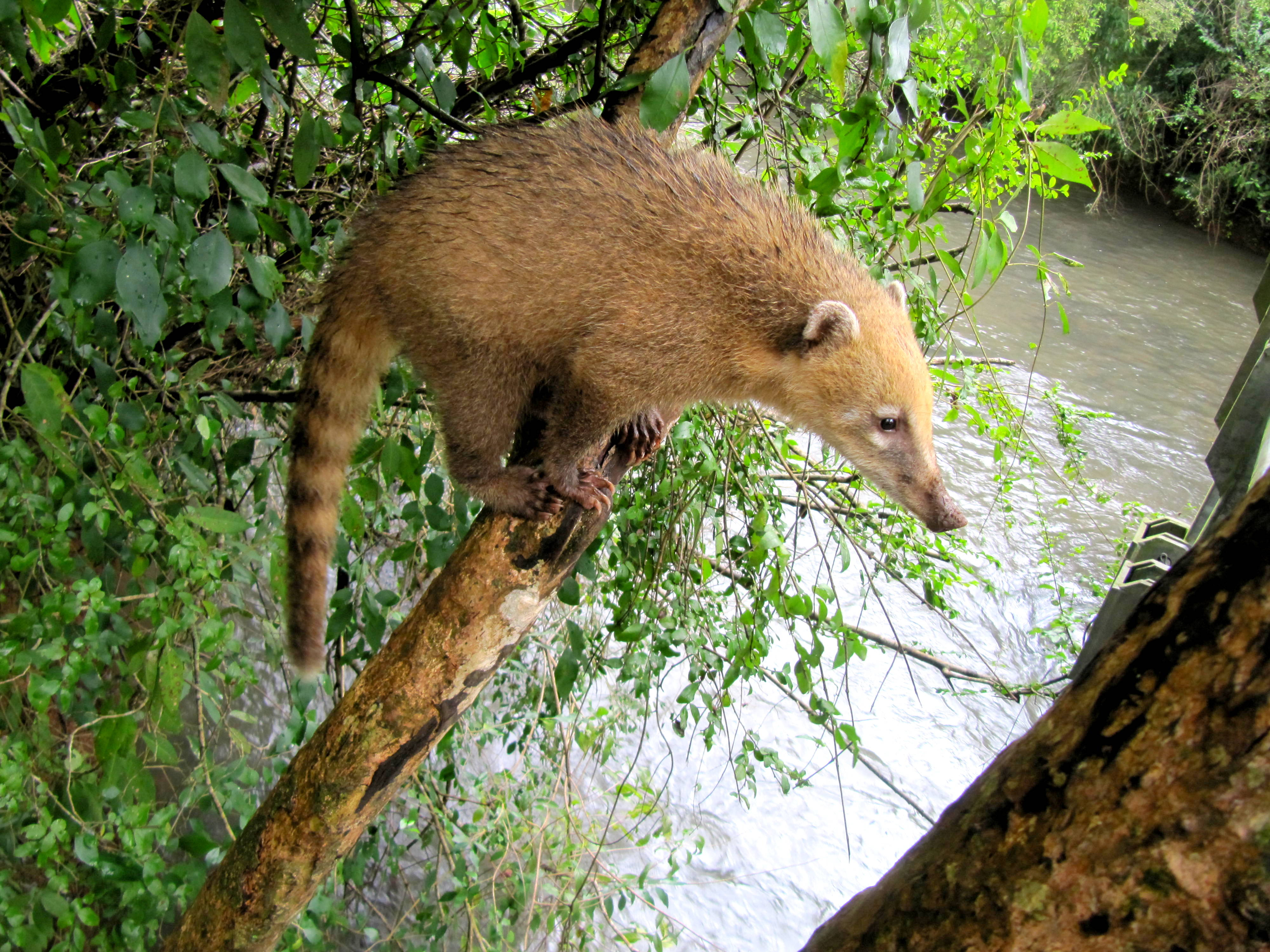
Quati próximo a passagem da trilha do Parque Nacional do Iguaçu

Bastante apreciada como caça, a espécie não possui alta resistência a este tipo de interferência humana. Eventualmente, diversos registros de quatis atropelados são catalogados, fator preponderante na avaliação do estado de conservação da espécie no Rio Grande do Sul, com uma grande possibilidade de existir um impacto muito superior a nível total da população. Relata-se que, nos assentamentos no estado de Roraima, existem caçadores que sacrificam os animais com a finalidade de utilização do pênis como remédio afrodisíaco.

Apesar de constar na Lista Vermelha da Bahia por conta da ameaça ao seu estado de conservação, o quati (Nasua nasua), de acordo com o site IUCN RedList, apresenta, entre as noves possibilidades de classificação sobre o estado de conservação, o estágio LC, derivado do inglês, least concern, que significa, em português, "pouco preocupante". A Lista Vermelha de Espécies Ameaçadas da IUCN é reconhecida como a abordagem global que possui maior abrangência e objetividade ao avaliar o estado de conservação de espécies de animais e plantas.